# Charles Prats
Ne doit pas être confondu avec Charles Pratt.
Charles Prats, né en 1970 à Ambilly (Haute-Savoie), est un magistrat et chef d'entreprise français. Vice-président chargé des fonctions de juge des libertés et de la détention au tribunal judiciaire de Paris de 2017 à 2023 puis au tribunal d'Orléans à compter d'avril 2023. Il est sanctionné en 2023 par le Conseil supérieur de la magistrature. Tout d'abord encarté politiquement à l'UDI, ses prises de positions l'amènent à être candidat LR-RN aux législatives partielles de 2024.

## Biographie

### Formation
Charles Prats a grandi à Gaillard (Haute-Savoie), à proximité de la frontière suisse, avant que ses parents ne déménagent à Paris. Il est diplômé d'un DESS de l'université Paris-Est-Marne-la-Vallée et d'un DEA de l'université Paris 2 Panthéon-Assas.

### Magistrat
Ancien élève de l'École nationale de la magistrature (promotion 2003), Charles Prats est basé en Île-de-France depuis 2008.
De 2008 à 2012, il est membre de la Délégation nationale à la lutte contre la fraude.
Durant sa carrière de juge d'instruction de 2005 à 2008, il est notamment chargé de l'affaire du violeur et assassin Ulrich Muenstermann ; il fait diffuser le profil génétique de ce dernier dans toute l'Europe, permettant son appréhension en 2007.
En 2017, il est nommé vice-président chargé de la fonction de juge des libertés et de la détention au tribunal de grande instance de Paris (devenu tribunal judiciaire de Paris).
En avril 2023, à la suite d'une sanction du Conseil supérieur de la magistrature (voir ci-dessous la section « Mouvement des Gilets jaunes et écologistes »), il est muté au tribunal judiciaire d'Orléans,.
Il demande à être placé en disponibilité pour une période de trois ans, du 1er juin 2023 au 31 mai 2026, afin de travailler dans une entreprise privée spécialisée dans la lutte contre les fraudes.

### Activités politiques
En 2017, il apporte son soutien au programme justice du candidat LR François Fillon à l'élection présidentielle. Par ailleurs, il intervient régulièrement dans la presse sur divers sujets de justice,,,,.
Lors des élections législatives de juin 2022, investi par l'UDI, il est candidat dans la sixième circonscription de Haute-Savoie. Il obtient 3,82 % des voix.
Il fait partie des candidats investis à la suite des accords entre Éric Ciotti et le RN  pour les élections législatives de 2024, toujours dans la même circonscription. Il est aussi soutenu par Reconquête, qui ne présente pas de candidat face à lui. En tête à l'issue du premier tour, il est battu par le candidat Ensemble soutenu par le candidat NFP, qui s'est désisté pour faire barrage au RN.

### Autres activités
De 2000 à 2002, Charles Prats est enseignant à l'École de guerre économique. Au sein de l'école, il est le premier intervenant à enseigner l'usage offensif du droit, notamment par les États-Unis.
De 2010 à 2019, il est membre du Conseil scientifique du Conseil supérieur de la formation et de la recherche stratégiques (CSFRS). Il est actuellement membre de l'Institut de recherche économique et fiscale Vauban ainsi que délégué de l'Association professionnelle des magistrats,.[Depuis quand ?]
Il dirige depuis 2023 l'entreprise Resocom, qui revendique « l’expertise pionnière dans la lutte contre la fraude identitaire et documentaire ».
Il est un invité récurrent des chaînes de télévision, notamment CNews.

## Prises de position

### Nombre de cartes vitales en circulation
S'appuyant sur une commission d'enquête parlementaire, il avance que le nombre de bénéficiaires de prestations sociales serait supérieur de 5 millions à la population française (73,7 millions de personnes pour une population française de 67 millions d'habitants),. Il dénonce ainsi comme aberrant le nombre de cartes Vitale en circulation en regard de la population française, avec un écart de 5 millions de cartes vitale actives en trop.
La Cour des comptes considère qu'il existe 75,3 millions d'assurés fin 2018 sur la base des données du Sniiram. Elle ajoute : « les régimes d'assurance maladie comptaient en effet non pas 2,3 millions, mais 8,2 millions d'assurés de plus que la population française prise dans son ensemble » (rapport intitulé « La lutte contre les fraudes aux prestations sociales » publié le 8 septembre 2020, page 109). D'autres sources ramènent ce chiffre à un nombre inférieur mais de 2,5 millions au moins,. Le gouvernement, quant à lui, ramène ce chiffre à 150 000.
Charles Prats pointe le lien possible entre immigration et fraude aux prestations sociales, se basant notamment sur les travaux des parlementaires Nathalie Goulet et Carole Grandjean.
Selon Dalloz, « les deux rapports, celui de la Cour des comptes et celui de la commission d'enquête de l'Assemblée (...), font suite à la polémique lancée par le magistrat Charles Prats qui mettait en avant le problème des cartes Vitale surnuméraires. Sur ce sujet, la Cour souligne que la multi-possession de cartes est en diminution, même si des risques de fraude demeurent ». Ces cartes surnuméraires peuvent aussi être le fait de comptes de personnes ayant quitté la France et non désactivés. Il ne s'agirait alors pas de fraude puisque les comptes existant resteraient inactifs.
Le rapport de l’Inspection générale des finances et de l’Inspection générale des affaires sociales remis en avril 2023 à Gabriel Attal, alors ministre des comptes publics, fait état de 73,1 millions de bénéficiaires de l’assurance maladie en France à fin 2022 (annexe II du rapport consacrée au surnombre d’assurés sociaux par rapport à la population résidente), confirmant en grande partie la situation présentée.

### Coût de la fraude sociale selon Prats
Prats dénonce dans de nombreuses interviews les fraudes aux prestations sociales, plus particulièrement les fraudes au chômage, au RSA et aux minima sociaux,.
Dès 2015, il évoque une fraude de 12 milliards d'euros.
Fin 2018, il avance que la fraude aux fausses cartes de sécurité sociale coûte 14 milliards d'euros par an à la Sécurité sociale, appuyé par des travaux parlementaires. Ces chiffres sont cependant contestés, et une évaluation du Sénat estime cette fraude à environ 100 millions d'euros,.
Dans le Cartel des Fraudes, il évoque une fraude pouvant atteindre 30 milliards d'euros en 2020. Il avancera par la suite le chiffre de 50 milliards.
Durant la campagne présidentielle de 2022, cette polémique est reprise par l'extrême droite, qui y voit une preuve de l'abus massif des systèmes de santé par les étrangers :
- Nicolas Dupont-Aignan évoque cinq millions de fausses cartes vitales pour un coût de 20 milliards d'euros[41].
- Éric Zemmour en fait un usage récurrent[42],[43]. Lors d'un débat avec Jean-Luc Mélenchon, contredit par une journaliste, il cite le livre de Prats comme source[44].

Le rapport d’avril 2023 de l’IGF et de l’IGAS précité ne se prononce pas sur le montant de la fraude mais confirme l’existence de plusieurs millions d’assurés sociaux pris en charge en plus des personnes résidentes en France.
Ces chiffres continuent à être utilisés par l'extrême droite lors de la campagne des législatives de 2024.

### Critique des thèses de Charles Prats
Les accusations de fraude ont fait l'objet de fact-checking et d'enquêtes par la presse (Le JDD, Libération, LCI, Le Point, Le Figaro).
Ainsi, LCI et Le Point citent que la « commission des Affaires sociales du Sénat s'est penchée sur le sujet et a fourni [une estimation dans une] fourchette entre 117 et 138,6 millions d'euros », ce qui est très loin des 14 milliards avancés. Ce chiffre proviendrait en fait d'une extrapolation faite par Charles Prats « à partir d'un rapport de 2012 de la délégation nationale de la lutte contre la fraude sur la base d’un contrôle réalisé en 2011. Cette année-là [...], le rapport mentionne un « taux de fraude de 10,4 % ». [...] Or, les documents suspects de manipulations représentaient selon la CNAV (chargé de l'immatriculation) « 6,3 % du total en 2011 (et non 10,4 %, donc). Un pourcentage qui a décliné depuis 2011 [...] : « Il était de 5,4 % pour le contrôle fait en 2013 et de 4,23 % sur le dernier contrôle réalisé en 2018 ».
Pour Le Monde, Charles Prats est « spécialisé dans les estimations fantaisistes de la fraude sociale en France ». TF1 Info le qualifie de « fervent relais de la désinformation relative à la fraude sociale en France ».

### Mouvement des Gilets jaunes et écologistes
Charles Prats exprime à plusieurs reprises en 2019 sur les réseaux sociaux des positions violemment hostiles au mouvement des Gilets jaunes, assimilant notamment les manifestants à de la « peste noire ». Il assure, après avoir été sanctionné par le Conseil supérieur de la magistrature, avoir visé non pas l'ensemble des Gilets jaunes mais seulement les « casseurs ».
En 2020, il fustige « le totalitarisme climatiste (qui) vous poursuivra jusque dans la mort », dans un tweet accompagné du hashtag « Khmers Verts » et d’un émoji de personnage vomissant.
Son impartialité est mise en cause dans un article de L’Obs concernant une de ses décisions en tant que juge des libertés et de la détention au sujet du militant antifasciste Antonin Bernanos. Ce dernier, alors accusé d’avoir frappé un militant d’extrême droite, était placé en détention provisoire. Charles Prats rejette sa demande de remise en liberté et dénonce dans son ordonnance « le même lâche mode opératoire “antifa” semblant être toujours utilisé, en l’espèce, l’agression sauvage d’une victime isolée par une bande de nervis d’extrême gauche ».

### Sanction du Conseil supérieur de la magistrature
Le Conseil supérieur de la magistrature (CSM) décide en janvier 2023 de lui infliger une sanction disciplinaire, estimant que les messages publiés par Charles Prats « caractérisent, par les termes employés sans la moindre nuance, un manquement à ses obligations de réserve, de prudence et de délicatesse ». Le CSM relève également que ses prises de position ont « pu faire naître un doute quant à sa neutralité », alors même que Charles Prats a été amené à statuer sur des procédures en lien avec le mouvement des Gilets jaunes. Il lui est également reproché le « caractère fréquent de ses retards » et des « difficultés » à le joindre, « source de stress pour les greffiers et fonctionnaires »,.
Ses méthodes de travail sont également questionnées : « Les magistrats et fonctionnaires entendus ont décrit l’intéressé comme privilégiant la rapidité au détriment de la qualité, étant absent au moment de la répartition des dossiers, n’étudiant pas les dossiers à l’avance, arrivant au dernier moment à l’audience, ainsi qu’étant difficilement joignable », pointe notamment l’inspection. Elle relève aussi « que l’intéressé pouvait s’affranchir de certaines règles de procédure, par exemple en prenant des actes sans la présence de greffiers, en indiquant sa décision avant tout débat ou en recevant des demandes de nullité en dehors du cadre légal ».

## Décoration
- Chevalier de l'ordre national du Mérite (2012)[56]